# Musa schizocarpa
Musa schizocarpa là một loài thực vật có hoa trong họ Musaceae. Loài này được N.W.Simmonds miêu tả khoa học đầu tiên năm 1956.